# Бич, Реб
Реб Бич (англ. Reb Beach; полное имя Ричард Эрл Бич-младший, англ. Richard Earl Beach, Jr.; 31 августа 1963, Питтсбург, Пенсильвания) — американский гитарист. В данный момент он является участником рок-групп Winger и Whitesnake. Он приходится младшим братом актёру озвучивания Джону «Voiceguy» Бичу.

## Музыкальная карьера
После окончания школы Fox Chapel Area High School и посещения музыкального колледжа Беркли в начале 1980-х, Бич начал играть в аккомпанирующей группе поп-певицы Фионы и стал профессиональным студийным музыкантом.
Во время работы с Фионой, он познакомился с Кипом Уингером. Бич и Уингер записали совместное демо, но Уингер присоединился в качестве басиста к группе Элиса Купера. В марте 1987 года Уингер покидает группу Купера чтобы создать свою собственную. Он вновь связывается с Бичем и они записывают несколько песен. К ним присоединяются барабанщик Род Моргеншейн и клавишник Пол Тэйлор и они решают назвать группу Sahara, но в итоге по совету Элиса Купера сменяют название на Winger.
Winger выпускает три альбома: Winger (1988), In the Heart of the Young (1990) и Pull (1993), а также число хит-синглов, включая «Seventeen», «Madalaine», «Headed for a Heartbreak» и «Miles Away».
В 1994 году Winger распускается и Бич присоединяется сначала к Элису Куперу, а затем заменяет Джорджа Линча в группе Dokken. С Dokken он записывает один студийный альбом Erase the Slate, а также концертный ДВД Live from the Sun.
Он также был приглашён компанией Sega для записи саундтрека к видеоигре Daytona USA 2.
После ухода из Dokken, Бич участвует в записи а также гастролях различных проектов. Во время недолгого реюниона Winger 2001—2003 годов, во время которого группа не записывала новый материал, а лишь давала концерты, он выпускает сольный альбом Masquerade в 2002 году.
В конце 2002 году вошёл в состав Whitesnake, которую возродил к жизни Дэвид Ковердэйл.
В 2005 году Реб Бич вместе с фронтменом King's X Дагом Пинником и барабанщиком Night Ranger Келли Киги создает супергруппу The Mob, которая в том же году выпускает единственный одноимённый альбом, спродюсированный Кипом Уингером.
В 2006 году Winger вновь воссоединяется и в том же году выпускает первый за 13 лет альбом, названный IV.
В 2007 году Бич заменяет Джеффа Уотсона в Night Ranger для серии концертов в Японии и США, но в январе 2008 года объявляет о своём уходе.
В данный момент он совмещает работу в Winger и Whitesnake, записав в 2009 году с первыми альбом Karma, а в 2010 альбом Forevermore со вторыми. Также, он продолжает ездить в тур с обеими группами.
В начале 1990-х фирма Ibanez производила именную гитару Реба Бича «RBM models» (Reb Beach Model). Во время тура Whitesnake 2005 года, он в основном использовал гитару, специально изготовленную для него фирмой Suhr Guitars.

## Дискография

### Альбомы
Winger
- Winger (1988)
- In the Heart of the Young (1990)
- Pull (1993)
- The Very Best of Winger (2001)
- IV (2006)
- Demo Anthology (2007)
- Karma (2009)
- Better Days Comin' (2014)

Dokken
- Erase the Slate (1999)
- Live from the Sun (2000)

Сольные альбомы
- The Fusion Demos (1993)
- Masquerade (2001)

The Mob
- The Mob (2005)

Whitesnake
- Live... In the Still of the Night (2004)
- Live: In the Shadow of the Blues (2005)
- Good to Be Bad (2008)
- Forevermore (2011)
- The Purple Album (2015) (сборник песен Deep Purple периода Ковердейла)

Другое
- Various artists — The Lost Boys Soundtrack (1985)
- Фиона — Beyond the Pale (1986)
- Ховард Джонс — One on One (1986)
- Чака Хан — Destiny (1986)
- Bee Gees — E.S.P. (1987)
- Twisted Sister — Love Is for Suckers (1987)
- Brian McDonald Group — Desperate Business (1988)
- Минору Ниихара — One (1989)
- Xenon — America’s New Design (1989)
- Various artists — The Karate Kid III Soundtrack (1989)
- Various artists — Bill and Ted’s Bogus Journey Soundtrack (1991)
- Various artists — Guitars that Rule the World (1992)
- Danger Danger — Cockroach (1993)
- Various artists — Smoke on the Water — A Tribute to Deep Purple (1994)
- Энди Тиммонс — EarX-tacy 2 (1997)
- Элис Купер — A Fistful of Alice (1997)
- Various artists — Guitar Battle (1998)
- Various artists — Daytona USA 2 Game Soundtrack (1998)
- Various artists — This Conversation Seems Like a Dream (1998)
- Various artists — Bat Head Soup — A Tribute to Ozzy Osbourne (2000)
- Various artists — A Tribute to Van Halen (2000)
- Брайан Макдональд — Wind it Up (2000)
- War and Peace — Light at the End of the Tunnel (2000)
- Various artists — Stone Cold Queen — A Tribute (2001)
- Брайан Макдональд — Voyage (2003)
- Ken Tamplin and Friends — Wake the Nations (2003)
- XCarnation — Grounded (2005)
- Northern Light Orchestra — Celebrate Christmas (2010)

### Videos/DVDs
- Winger — The Videos (1989)
- Winger — In the Heart of the Young (1990)
- Winger — In the Heart of the Young Part 2 (1991)
- Reb Beach — Cutting Loose (1991)
- Winger — Live in Tokyo (1991)
- фильм Мир Уэйна — показан в качестве участника группы Элиса Купера. (1992)
- Winger — The Making of Pull (1993)
- Dokken — Live from the Sun (2002)
- Reb Beach — Homegrown Private Lesson Volume 1 (2003)
- Whitesnake — Live… In the Still of the Night (2006)
- Winger — The Making of Winger IV (2006)
- Winger Live concert (2007)
- Winger Live concert (2008)